# Erich Regener

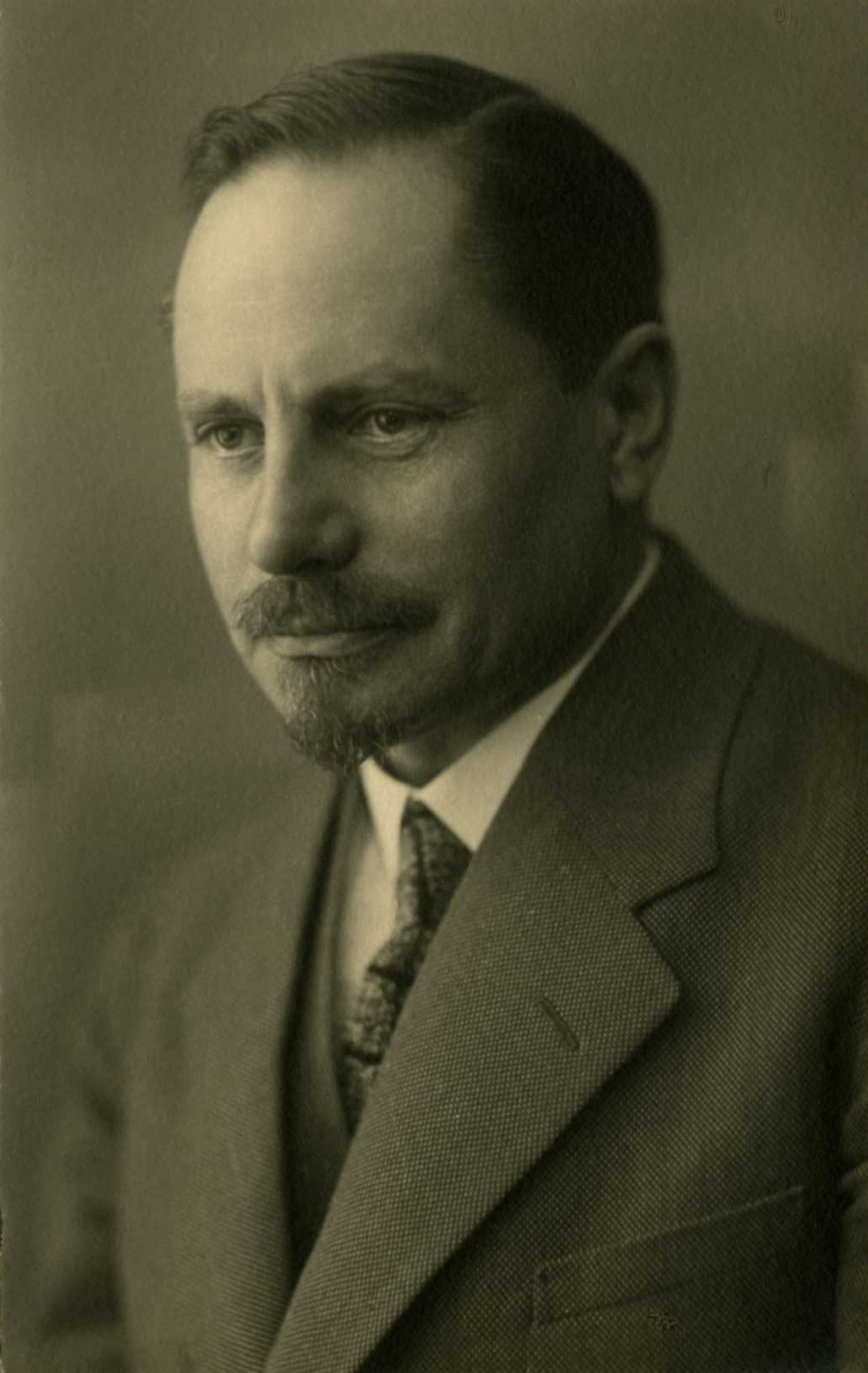
Erich Regener im Mai 1929

Erich Rudolph Alexander Regener (* 12. November 1881 in Schleusenau bei Bromberg, Westpreußen; † 27. Februar 1955 in Stuttgart) war ein deutscher Physiker und Sonnenforscher.

## Leben
Erich Regener studierte von 1900 bis 1905 an der Universität Berlin Physik. Er war ein Schüler von Heinrich Rubens und besuchte Vorlesungen bei Paul Drude, Hans Heinrich Landolt und Max Planck. 1905 wurde er mit einer von Emil Warburg angeregten Arbeit über den Einfluss der kurzwelligen Strahlung auf das Sauerstoff-Ozon-Gleichgewicht in der Atmosphäre promoviert und verblieb als Privatdozent an der Universität Berlin. Mit der Bestimmung der elektrischen Elementarladung durch Auszählen von Alphateilchen mit Hilfe einer von ihm entwickelten Szintillationsmethode wurde er 1909 habilitiert. In den folgenden 15 Jahren beschäftigte er sich immer wieder mit der Subelektronenhypothese, die durch Experimente Felix Ehrenhafts gestützt schien. Schließlich schloss er aber die Existenz kleinerer Ladungen als der Elementarladung aus.
Regener wurde 1914 als Nachfolger Richard Börnsteins auf den Lehrstuhl für Physik an der Landwirtschaftlichen Hochschule Berlin berufen. Im Ersten Weltkrieg wurde er als „Feld-Röntgenmechaniker“ eingesetzt. 1920 wurde er ordentlicher Professor an der Technischen Hochschule Stuttgart. Ab der zweiten Hälfte der 1920er Jahre beschäftigte Regener sich intensiv mit der von Victor Franz Hess 1912 entdeckten kosmischen Strahlung, damals durchdringende Höhenstrahlung genannt. Dazu versenkte er automatisch registrierende Ionisationskammern im Bodensee oder ließ sie am Ballon bis in eine Höhe von 24 km in die Stratosphäre aufsteigen.
1929 promovierte Hans Hellmann bei Regener mit einer Arbeit zum Ozonzerfall. Regener selbst knüpfte an seine eigenen frühen Arbeiten an und begann Untersuchungen zur Höhenabhängigkeit der Ozonschicht. Mit seinem Sohn, dem Physiker Victor H. Regener (1913–2006), entwickelte er einen Registrierspektrographen. Durch unbemannte Ballonaufstiege mit diesem Instrument bis über 30 km Höhe maßen sie 1934 das UV-Spektrum der Sonne in zwei Spektralbereichen und bestimmten daraus die vertikale Ozonverteilung in der Atmosphäre. Bei weiteren Ballonaufstiegen untersuchte Regener in den darauf folgenden Jahren den Sauerstoff- und Wasserdampfgehalt in der Stratosphäre.
Im Herbst 1937 wurde Regener auf der Grundlage des Gesetzes zur Wiederherstellung des Berufsbeamtentums in den Wartestand versetzt und seines Amtes als Hochschullehrer und Direktor des physikalischen Instituts der Technischen Hochschule Stuttgart enthoben. Seine Frau Gertrud, geborene Heiter, hatte jüdische Vorfahren, und Regener war den Nationalsozialisten auch politisch missliebig. Mit Unterstützung seines Schülers Alfred Ehmert und zweier weiterer Stipendiaten der Deutschen Forschungsgemeinschaft sowie mit finanziellen Zuwendungen vom Reichsluftfahrtministerium gründete er daraufhin am 1. Januar 1938 in Friedrichshafen am Bodensee die private Forschungsstelle für Physik der Stratosphäre, die am 30. Mai 1938 in die Kaiser-Wilhelm-Gesellschaft eingegliedert wurde. Nach der Zerstörung des Instituts bei einem alliierten Luftangriff im Jahre 1944 setzte Regener seine Forschungsarbeit in einem Provisorium in Weißenau bei Ravensburg fort, aus dem 1952 das Max-Planck-Institut für Physik der Stratosphäre hervorging. Dieses Institut ist eine der beiden Wurzeln des heutigen Max-Planck-Instituts für Sonnensystemforschung.
Regeners Forschungen zur Stratosphäre waren auch für die Raketentechniker um Wernher von Braun von Interesse. Um die Flugbahn der Raketen berechnen zu können, benötigte man genaue Daten. In einem gemeinsamen Projekt mit der Heeresversuchsanstalt in Peenemünde entwickelte Regener neue Instrumente, die mit einer A4-Rakete in eine Höhe von 50 km transportiert werden sollten. Dort sollte die „Regener-Tonne“ genannte Instrumentenkapsel abgesprengt werden und an einem Fallschirm zur Erde zurückkehren. Bis zum Kriegsende kam es aber nur zu einem erfolgreichen Probeflug mit einer Attrappe der Regener-Tonne.
Von 1945 bis 1951 besetzte Regener wieder seinen Lehrstuhl in Stuttgart. 1948 wurde er Vizepräsident der Max-Planck-Gesellschaft.
Regener war seit 1934 Mitglied der Deutschen Akademie der Naturforscher Leopoldina, seit 1950 korrespondierendes Mitglied der Heidelberger und seit 1955 der Bayerischen Akademie der Wissenschaften. 1951 wurde er Fellow der American Physical Society. Er gehörte auch dem Verein Deutscher Ingenieure (VDI) mit der Mitgliedsnummer 23292 an.

## 2,8-K-Strahlung
Regener berechnete eine kosmische Mikrowellenhintergrundstrahlung von 2,8 K bereits 1933.

## Werke
- Über die chemische Wirkung kurzwelliger Strahlung auf gasförmige Körper, Dissertation, Friedrich-Wilhelms-Universität zu Berlin, 12. Aug. 1905
- Über Kathoden-, Röntgen- und Radiumstrahlen, Rede, geh. in d. Kgl. Landwirtschaftlichen Hochschule zu Berlin am 26. Jan. 1915. Berlin ; Wien : Urban & Schwarzenberg, 1915
- Über die Ursache, welche bei den Versuchen von Hrn. F. Ehrenhaft die Existenz eines Subelektrons vortäuscht, Berlin 1920 (Sitzungsbericht d. Preuss. Akademie d. Wiss. Phys.-math. Kl. 1920)
- Der Energiestrom der Ultrastrahlung. in: Zeitschrift für Physik. 80, 9–10, 1933, S. 666–669 (166 kB, PDF)
- Aufnahmen des ultravioletten Sonnenspektums in der Stratosphäre und vertikale Ozonverteilung, (mit V. H. Regener) in: Phys. Z. 35, 1934, S. 788–793
- Über Ballone mit großer Steiggeschwindigkeit, Thermographen von geringer Trägheit, Quarzbarographen und über die Kondensation und Sublimation von Wasserdampfes bei tiefen Temperaturen, München; Berlin: Oldenbourg, 1941 (Schriften d. Dt. Akademie d. Luftfahrtforschung 37)
- Aufbau und Zusammensetzung der Stratosphäre, München; Berlin: Oldenbourg, 1941 (Schriften der Deutschen Akademie der Luftfahrtforschung 46)
- Optische Interferenzen an dünnen, bei  −190 °C kondensierten Eisschichten, 1954